# 阿以田治修
阿以田 治修（あいだ じしゅう、1894年（明治27年）11月16日 - 1971年（昭和46年）2月15日）は、大正-昭和期の日本の洋画家。本名は会田 治修 。

## 経歴・人物
東京府生まれ。私立郁文館卒。
自身のアトリエで洋画を描き始め、1914年（大正3年）太平洋洋画会研究所に入り、満谷国四郎に師事。1919年（大正8年）二科会に初入選を果たし、1922年（大正11年）からヨーロッパへ留学。フランスでロジェ・ビシエールに学んだほかイタリアやスペインにも渡った。
帰国後、1925年（大正14年）の第6回帝展に「読書するイボンヌ」を出品し、入選。さらに、1926年より第7回から9回までの帝展にて「髪」、「画房小閑」、「部屋つづき」が3年連続で特選に選ばれた。
1929年（昭和4年）以降は帝展無鑑査となり、
のち1933年（昭和8年）に帝展の審査員となった 。そののち太平洋洋画会員としても活動。1936年（昭和11年）伊原宇三郎らと大蒼会を、1940年（昭和15年）大久保作次郎、小柴錦待、柚木久太、安宅安五郎、鈴木千久馬、中野和高らと共に創元会を、翌年の1941年（昭和16年）には三果会を創立した。
戦後、一時無所属となるが、1950年（昭和25年）小牧近江らとH・H(Hanney-homme)会を結成した。晩年は網膜剥離に罹患し、小さな作品の製作が主となった。
門下に小林邦二など。

## 代表作
- コンポジションA
- 画房小閑